# Luiz Cané
Luiz "Banha" Artur Cané Junior  (São Paulo, 2 de abril de 1981) é um lutador de artes marciais mistas (MMA) brasileiro.

## História
Nascido e criado no bairro do Jardim Bonfiglioli, localizado no distrito do Butantã, zona Oeste da cidade de São Paulo, Luiz Cané foi vítima de bullying na infância por ter sido uma criança acima do peso. Já na adolescência, "Banha" passou a alternar horas de trabalho no restaurante de seus pais, com horas de treinos de atletismo, luta olímpica e judô no Centro Olímpico de Treinamento e Pesquisa, da cidade de São Paulo, de jiu-jítsu na academia Gracie Butantã, de Ryan Gracie, e de muay thai com a equipe Gibi Thai/Pamplona, dos lutadores Moisés Gibi e Eduardo Pamplona.

## Carreira no MMA
Luiz "Banha" Cané começou a lutar profissionalmente em 2005, aos 24 anos, quando já tinha um físico bom e uma técnica apurada em muay thai e jiu-jitsu. O estilo agressivo lhe rendeu fama e dois anos depois teve início sua carreira no UFC aos disputar o UFC 79 em 29 de dezembro de 2007, nos Estados Unidos. Na ocasião Luiz "Banha" Cané foi derrotado após desferir uma joelhada ilegal contra James Irvin. Como a derrota não foi resultado de superioridade do adversário, mas sim uma falta cometida.
Cané voltou a lutar no UFC 85 na Inglaterra em 7 de junho de 2008, onde derrotou Jason Lambert com um nocaute avassalador. Logo depois no UFC 89, também na Inglaterra, Cané derrotou, por nocaute técnico no 2º round, o camaronês Rameau Thierry Sokoudjou em 18 de outubro de 2008.
No UFC 97 realizado no Canadá no dia 18 de abril de 2009, Cané bateu Steve Cantwell por decisão unânime. Após esta vitória Cané deveria enfrentar o ex-campeão Rich Franklin, em luta que estava sendo negociada para o UFC 103 nos Estados Unidos, mas Cané não pôde pegar esta luta porque precisou ficar sete meses se recuperando de uma operação para retirada de pedras nos rins. Morando nos Estados Unidos e treinando com a equipe American Top Team, Cané voltou ao octógono no UFC 106 nos Estados Unidos.
Luiz Cané teve a oportunidade de enfrentar Antônio Rogério Nogueira, o Minotouro, porém acabou sendo nocauteado logo no 1º round. Após a derrota para Minotouro, Cané enfrentou o experiente lutador francês, embora debutante no UFC, Cyrille Diabaté no UFC 114 nos Estados Unidos, e também foi nocauteado no 1º assalto.
Vindo de duas derrotas após a cirurgia, Luiz "Banha" Cané decidiu se mudar para Palm Beach Gardens, na Flórida, também nos Estados Unidos, e treinar com a equipe The Armory. Luiz "Banha" Cané voltou a lutar no UFC 128 nos Estados Unidos. O adversário seria o wrestler tcheco Karlos Vemola, mas este pediu o cancelamento de sua participação devido a uma infecção. O evento, por sua vez, se apressou em conseguir um substituto. Cané enfrentou o atleta da casa Eliot Marshall e não teve problemas para nocauteá-lo no 1º round.
Após o reencontro com a vitória,  Luiz "Banha" Cané sofreu um duro revés. Lutando no UFC 134 no Rio, na luta inaugural do card principal, Cané perdeu no 1º round para o estreante búlgaro Stanislav Nedkov após levar um despretensioso soco de direita. Para piorar, esta foi a única derrota brasileira naquela noite.
Com o resultado, Cané foi obrigado a baixar de peso — mudar de categoria — para recomeçar sua carreira no UFC. Sua estreia na categoria dos pesos-médio (até 84 quilos) estava marcada para o UFC 150 em Denver, no Colorado, contra o japonês Yushin Okami, mas o brasileiro se contundiu, tendo sua luta remarcada para o UFC 153, na HSBC Arena, no Rio de Janeiro, contra o norte-americano Chris Camozzi no dia 13 de outubro de 2012. Cané perdeu por decisão unânime. Com isso, Banha foi demitido da organização.

### Pós UFC
Após a demissão Banha voltou para sua terra natal, a cidade de São Paulo. Passou a integrar a equipe Demian Maia Jiu-Jitsu, e aceitou o convite para fazer  a luta principal do SFT 1. Cané fez sua primeira luta após ser demitido em 20 de setembro de 2013 contra o também ex-UFC Rodney Wallace, quem venceu com um nocaute após impressionante joelhada voadora. No dia 29 de novembro de 2013, Cané enfrentou Fábio Silva, no STF 2, e venceu por decisão unânime.
Em 4 de outubro de 2014, no Brazilian Fighting Championship 4, Luiz Cané foi nocauteado na luta principal por Alexandre Zaneti no segundo assalto. Em seguida, no Thunder Fight 2: MMA Championship, ele voltou a vencer. Luiz nocauteou Wesley Martins no primeiro assalto.

## Cartel no MMA
| Cartel no MMA       |             |            |
| 25 lutas            | 17 vitórias | 7 derrotas |
| Por nocaute         | 14          | 5          |
| Por finalização     | 1           | 0          |
| Por decisão         | 2           | 1          |
| Por desqualificação | 0           | 1          |
| No contest          | 1           | 1          |

| Res.    | Cartel   | Oponente                 | Método                             | Evento                             | Data       | Round | Tempo | Local                 | Notas            |
| ------- | -------- | ------------------------ | ---------------------------------- | ---------------------------------- | ---------- | ----- | ----- | --------------------- | ---------------- |
| Derrota | 17–7 (1) | Matt Hamill              | Nocaute (socos)                    | F2N: Fight2Night2                  | 28/04/2017 | 1     | 0:38  | Foz do Iguaçu         |                  |
| Vitória | 17–6 (1) | Mateus Messaros Inácio   | Nocaute Técnico (socos)            | Predador FC 35                     | 24/09/2016 | 1     | 2:00  | São Paulo             |                  |
| Vitória | 16-6 (1) | Felipe Silva             | Nocaute Técnico (socos)            | Shooto Brazil 54                   | 17/05/2015 | 1     | 0:49  | Rio de Janeiro        |                  |
| Vitória | 15-6 (1) | Wesley Almeida           | Nocaute (soco)                     | Thunder Fight 2: MMA Championship  | 19/12/2014 | 1     | 1:04  | São Paulo             |                  |
| Derrota | 14-6 (1) | Alexandre Zaneti         | Nocaute Técnico (socos)            | Brazlian Fighting Championship 4   | 04/10/2014 | 2     | 3:20  | São Paulo             |                  |
| Vitória | 14-5 (1) | Fábio Silva              | Decisão (unânime)                  | SFT 2                              | 29/11/2013 | 3     | 5:00  | São Paulo             |                  |
| Vitória | 13-5 (1) | Rodney Wallace           | Nocaute (joelhada voadora)         | SFT 1                              | 20/09/2013 | 1     | 3:56  | São Paulo             |                  |
| Derrota | 12-5 (1) | Chris Camozzi            | Decisão (unânime)                  | UFC 153: Silva vs. Bonnar          | 13/10/2012 | 3     | 5:00  | Rio de Janeiro        |                  |
| Derrota | 12-4 (1) | Stanislav Nedkov         | Nocaute Técnico (socos)            | UFC 134: Silva vs. Okami           | 27/08/2011 | 1     | 4:20  | Rio de Janeiro        |                  |
| Vitória | 12-3 (1) | Eliot Marshall           | Nocaute Técnico (socos)            | UFC 128: Shogun vs. Jones          | 19/03/2011 | 1     | 2:15  | Newark, New Jersey    |                  |
| Derrota | 11-3 (1) | Cyrille Diabaté          | Nocaute Técnico (socos)            | UFC 114: Rampage vs. Evans         | 29/05/2010 | 1     | 2:13  | Las Vegas, Nevada     |                  |
| Derrota | 11-2 (1) | Antônio Rogério Nogueira | Nocaute Técnico (socos)            | UFC 106: Ortiz vs. Griffin 2       | 21/11/2009 | 1     | 1:56  | Las Vegas, Nevada     |                  |
| Vitória | 11-1 (1) | Steve Cantwell           | Decisão (unânime)                  | UFC 97: Redemption                 | 18/04/2009 | 3     | 5:00  | Montreal, Quebec      |                  |
| Vitória | 10-1 (1) | Rameau Thierry Sokoudjou | Nocaute Técnico (socos)            | UFC 89: Bisping vs. Leben          | 18/10/2008 | 2     | 4:15  | Birmingham            | Nocaute da Noite |
| Vitória | 9-1 (1)  | Jason Lambert            | Nocaute Técnico (socos)            | UFC 85: Bedlam                     | 07/06/2008 | 1     | 2:07  | Londres               |                  |
| Derrota | 8-1 (1)  | James Irvin              | Desclassificação (joelhada ilegal) | UFC 79: Nemesis                    | 29/12/2007 | 1     | 1:51  | Las Vegas, Nevada     | Estreia no UFC   |
| Vitória | 8-0 (1)  | Damien Stelly            | Nocaute (joelhada)                 | Art of War 3                       | 01/07/2007 | 1     | 2:45  | Dallas, Texas         |                  |
| Vitória | 7-0 (1)  | Wagner Ribeiro           | Finalização (tiros de meta)        | Minotauro Fights 5                 | 09/12/2006 | 1     | 2:53  | São Bernardo do Campo |                  |
| Vitória | 6-0 (1)  | João Assis               | Nocaute Técnico (socos)            | Fury FC 2                          | 30/11/2006 | 1     | 3:41  | São Paulo             |                  |
| Vitória | 5-0 (1)  | Thiago Cardoso Capataz   | Nocaute Técnico                    | Mega Fight 3                       | 21/10/2006 | N/A   | N/A   | São Paulo             |                  |
| Vitória | 4-0 (1)  | Mauricio Menegueti       | Nocaute Técnico (socos)            | CF - Coliseu Fight                 | 16/09/2006 | 1     | 2:20  | Itapecerica da Serra  |                  |
| Vitória | 3-0 (1)  | Gilson Ricardo           | Nocaute Técnico (socos)            | Predador FC 2                      | 11/08/2006 | 1     | 2:25  | São Paulo             |                  |
| Vitória | 2-0 (1)  | Maurice Igor             | Nocaute Técnico                    | CF - Coliseu Fight                 | 22/07/2006 | 1     | 1:05  | São Paulo             |                  |
| Vitória | 1-0 (1)  | André Gustavo            | Nocaute (interrupção do córner)    | EF 2 - Estancia Fight 2            | 28/05/2006 | N/A   | N/A   | São Paulo             |                  |
| NC      | 0-0 (1)  | Marcelo Alfaia           | Sem Resultado                      | Campeonato Brasileiro de Vale-Tudo | 05/11/2005 | 1     | N/A   | São Paulo             |                  |